# Малката булка
„Малката булка“ (на хинди: बालिका वधु Balika vadhu) е една от най-популярните в Индия телевизионни драми на Colors TV, която започва излъчването си на 21 юли 2008 г., и приключва на 31 юли 2016 г., с общо 2245 епизода.

## Сезони
| Сезон | Сезон | Епизоди | Излъчване (Индия) | Излъчване (Индия) |
| Сезон | Сезон | Епизоди | Премиера          | Финал             |
| ----- | ----- | ------- | ----------------- | ----------------- |
|       | 1     | 2165    | 21 юли 2008       | 22 април 2016     |
|       | 2     | 80      | 25 април 2016     | 31 юли 2016       |

## Актьорски състав

### Първи сезон
- Авика Гор – Ананди Казан Сингх/Ананди Джагдиш Сингх (дете)
- Авинаш Мукерджи – Джагдиш Бейрон Сингх (дете)
- Пратюша Бенерджи/Торал Распутра – Ананди Казан Сингх/Ананди Джагдиш Сингх/Ананди Шиврадж Шекхар (мъртва)
- Шашанк Виас/Шакти Ананд– Джагдиш Бейрон Сингх
- Сидхарт Шукла – Шиврадж (Шив) Ануп Шекхар/Шиврадж Алок Шекхар (мъртъв)
- Срити Джха/Саргун Мехта/Асия Кази – Ганга Ратан Сингх/Ганга Джагдиш Сингх
- Грейси Госвами – Нандини Шиврадж Шекхар/Нимболи Кундан Сингх
- Вирен Вазихани – Шивам Шиврадж Шекхар
- Харш Мехта – Махендра (Ману) Джагдиш Сингх
- Шасуат – Абиманю Джагдиш Сингх
- Махима Макуама/Арджум Фаруки/Деблина Чатерджи – Гаури Джагдиш Сингх/Гаури Сингх
- Сюрекха Сикри – Калияни Деви (мъртва)
- Ануп Сони – Бейрон Дарамвир Сингх
- Смита Бансал – Сумитра Бейрон Сингх
- Сатяджит Шарма – Васант Махавир Сингх/Васант Дарамвир Сингх (мъртъв)
- Неха Марда/Шитал Кендал – Гена Васант Сингх
- Риши Сонеча/Санджай Басак – Нандакисор (Нанду) Васант Сингх
- Рахул Лохани – Ниранджан Сингх
- Кушмит Гил/Шубхам Джха – Амол Шиврадж Шекхар
- Дхария Ашани – Махендра (Ману) Джагдиш Сингх/Махендра Ратан Сингх (дете)
- Судхир Пандей – Премкисор Шекхар
- Сусмита Мукерджи – Субатра Шекхар
- Джайнирадж Раджпурохит – Алок Премкисор Шекхар
- Сонал Джха – Иравати Алок Шекхар
- Авинаш Вадахан/Акшай Ананд – Ануп Премкисор Шекхар
- Анита Кулкарни – Менакши Алок Шекхар
- Вимарш Рошан – Вивек Рошан Кабра
- Руп Дургапал – Санчи Вивек Кабра/Санчи Алок Шекхар
- Абхишек Тевари – Маи Ануп Шекхар
- Вибха Ананд/Джавни Чеда – Сугна Бейрон Сингх/Сугна Шам Сингх
- Викрант Масей/Сачин Шроф – Шам Мадан Сингх
- Амар Шарма – Мадан Сингх
- Асмита Шарма – Рада Мадан Сингх
- Четания Адиб – Казан Сингх
- Байрави Райчура – Багвати Казан Сингх (мъртва)
- Рахенда Гупта – Махавир Сингх
- Фарида Джалал – Васундхара Деви
- Джехангир Вакил – Пратап (мъртъв)
- Пурендру Шекхар/Мамта Чатуриа – Пули Барат Сингх
- Сонал Ханда – Сораф Рошан Кабра
- Шалини Арора – Суман Рошан Кабра
- Боби Парвез – Рошан Кабра
- Фархина Парвез Джаримари – Ракхи Рошан Кабра
- Гаурав Баджадж – Хардик
- Дигангана Сариаваши/Нидхи Джха/Сонам Ламба – Гули
- Фарназ Шетти – Канчан
- Ниведита Бхатачария – Шивани Раджадхиакша
- Арпит Джоши/Семал Бхат – Лал Сингх
- Чандреш Сингх – Ратан Сингх (мъртъв)
- Санджай Батра – Хаит Сингх
- Неха Госайн – Аша Абишек Сингх
- Динеш Сони – Нату Лал Сингх
- Мохит Аброл – Анудж
- Харш Чхая – Палаш Синдия
- Шета Махадик – Расика
- Камалика Гуха Тхакурта – Прамила
- Рийна Агарвал – Аршима
- Паврита Саркар – Балачандар
- Садия Суддикуй – Сандия
- Сакши Танвар – Типри
- Риши Дев – Гопал (мъртъв)
- Абедж Джоши – Джаташанкар Сингх (мъртъв)
- Джума Митра – Багирати Сингх (мъртва)
- Паричедж Шарма – Пушкар Джаташанкар Сингх
- Фарах Хюсеин – Камли Акирадж Сингх/Камли Пушкар Сингх
- Сунил Сингх – Акирадж Сингх (мъртъв)
- Рударкши Гупта – Балка Акирадж Сингх
- Спарш Шривастав/Каран Пахуа – Кундан Акирадж Сингх (мъртъв)
- Триша Капур – Урмила Кундан Сингх (мъртва)
- Раджешвари Сачдев – Мангала Деви (Диса) (мъртва)
- Минакши Ариджа – Чагани
- Симран Натекар – Пуджа Махендра Сингх
- Хител Теджвани – д-р Анант
- Види Пандиджа – Ниди

### Втори сезон
- Махи Видж – д-р Нандини Криш Малхотра/Нандини Шекават/Нандини Шиврадж Шекхар
- Руслаан Мумтаз – Криш Малхотра
- Винит Кумар – Кундан Акирадж Сингх/Абирам (мъртъв)
- Дишанк Арора – Шивам Шиврадж Шекхар/Шанкар Сингх
- Юкти Капур – Суда Шекават/Суда Премал Сингх/Суда Шивам Шекхар
- Соня Шах – Каруна
- Нимиша Вакариа – Тривени
- Авинаш Сачдев – д-р Амит Нареш Гоял
- Смрити Кханна – Вандана Амит Гоел/Вандана Миттал
- Шахаб Кхан – г-н Шекават
- Ниту Пандей – Ямуна Шекават
- Ауш Ананд – Премал
- Хетал Ядав – майката на Премал
- Притви Санкала – д-р Нареш Гоял

## В България
В България сериалът стартира на 7 април 2014 г. по Нова телевизия и завършва на 3 март 2017 г. Вторият сезон „Дъщерята на Ананди“ започва на 10 август и завършва на 6 октомври. Повторенията са по Диема Фемили. Ролите се озвучават от Силвия Русинова, Ани Василева, Нина Гавазова, Даниела Сладунова, Николай Николов и Христо Узунов.